# Mathäus Höbel

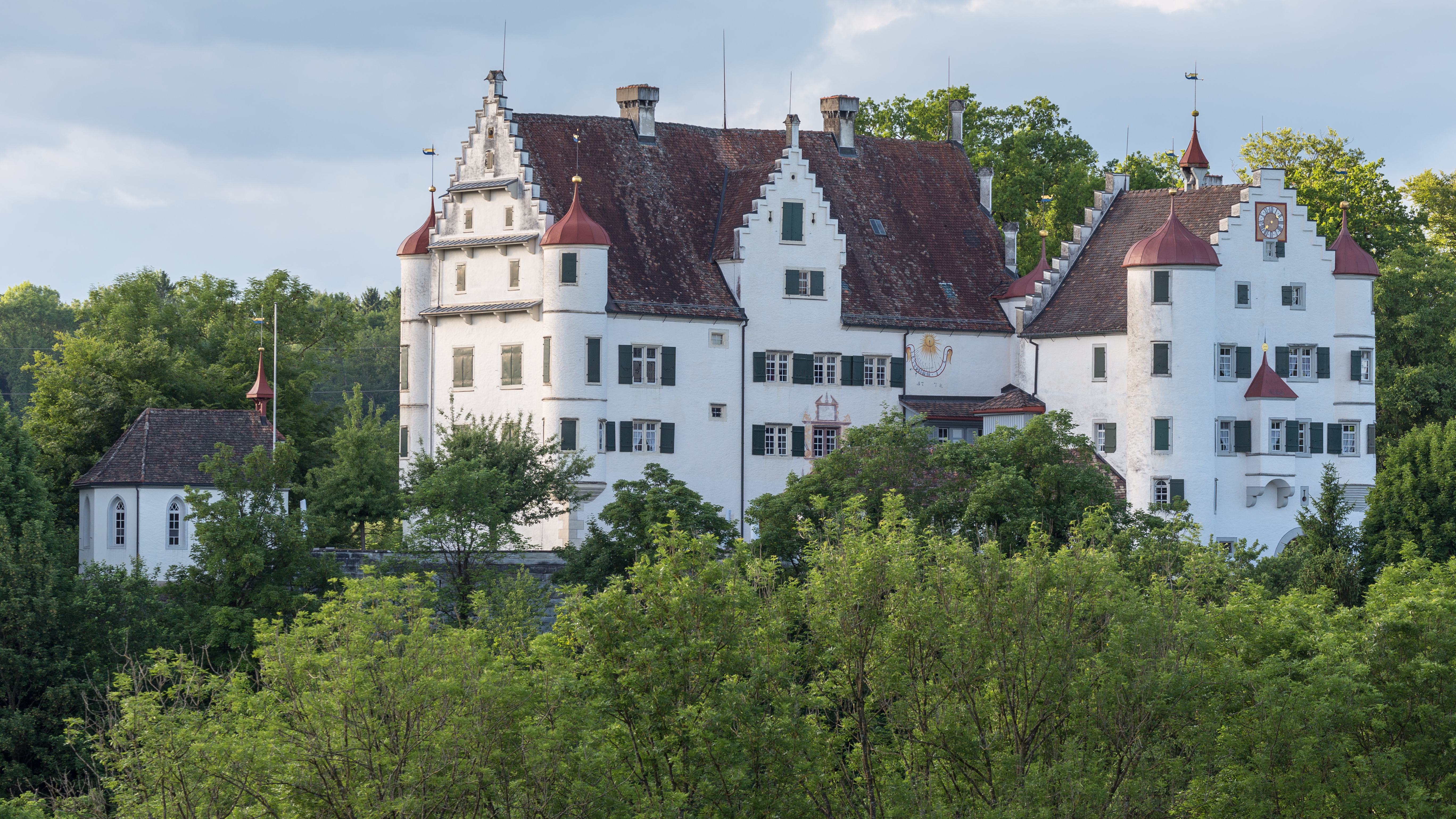
Schloss Altenklingen (1586)

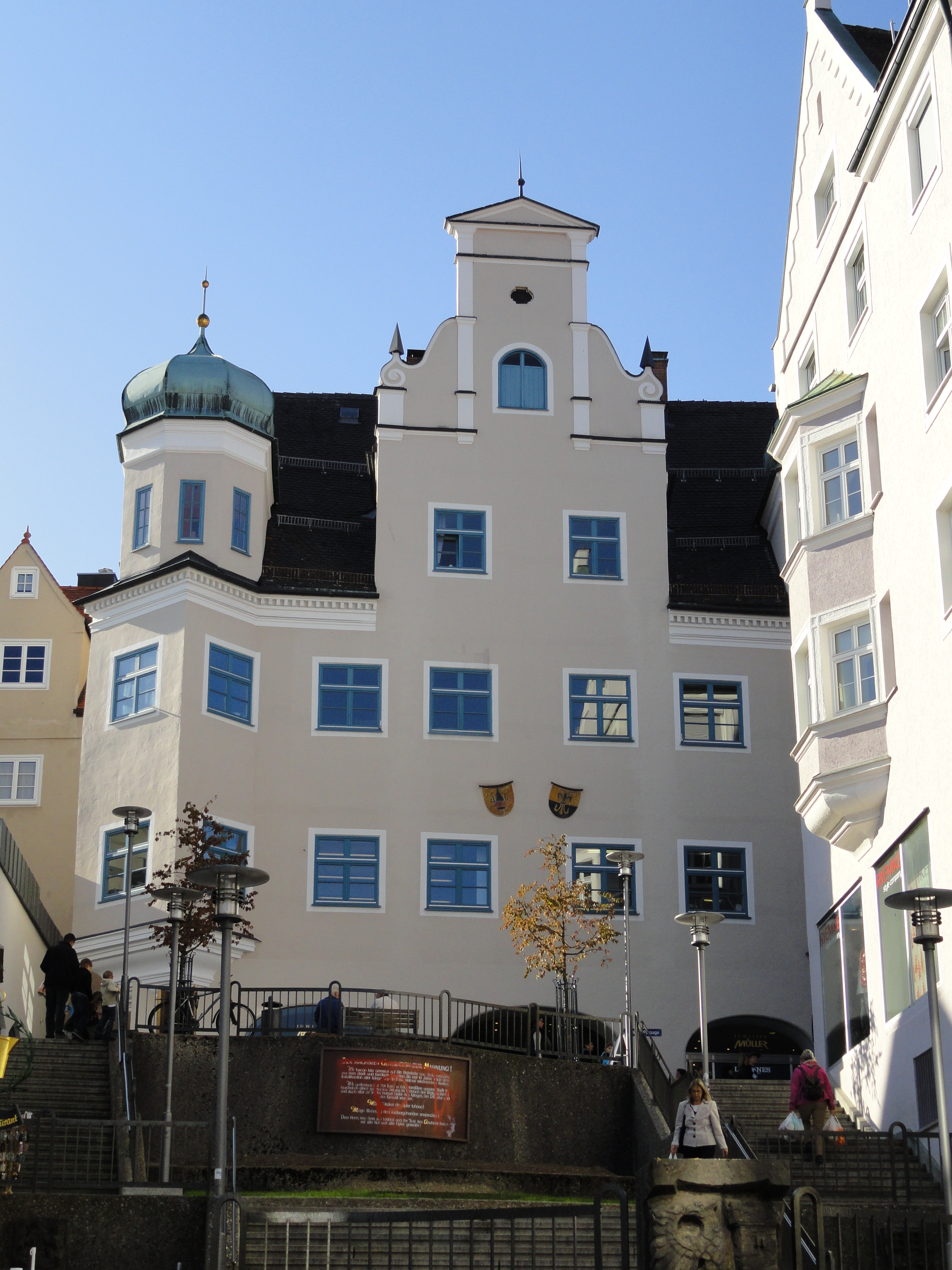
Schlößle in Kempten (1593)

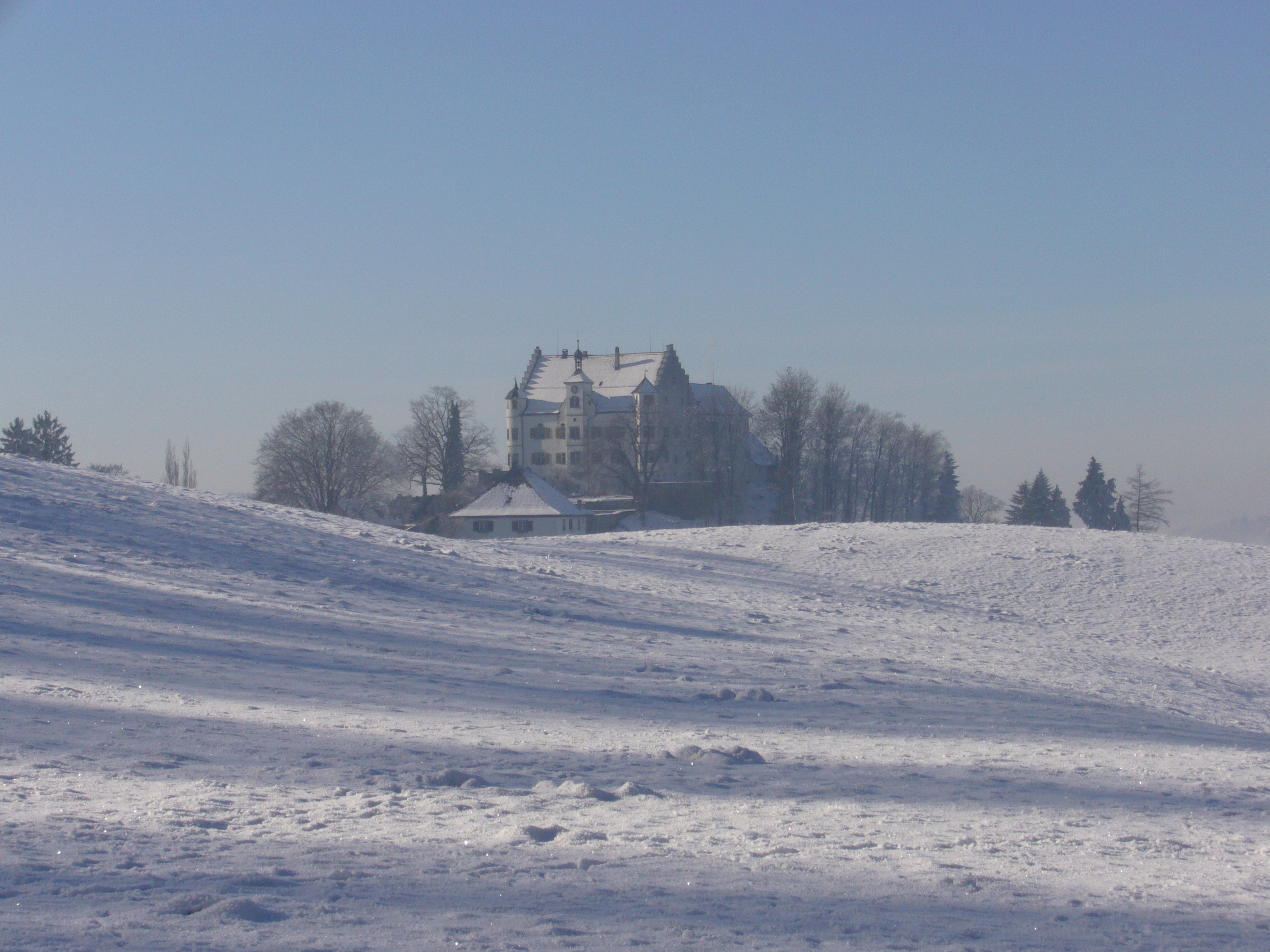
Schloss Sonnenberg (1596)

Mathäus Höbel, auch Matthias Höbel/Heubel (* um 1540 in Eggen bei Martinszell; † nach 1605), war ein Baumeister und Architekt der deutschen Renaissance.

## Leben
Mathäus Höbel stammte aus dem Weiler Eggen bei Martinszell (seit 1976 zu Waltenhofen gehörend) und wurde 1564 Werkmeister der Reichsstadt Kempten. Zunächst war er wohl Maurermeister, aber verdingte sich ab 1577 als Baumeister auch im Allgäu und der Schweiz. Über 40 Jahre war Höbel Stadtbaumeister in Kempten und bewohnte eine Dienstwohnung.

## Werk
1570 stellte er den Turmhelm der Stadtpfarrkirche St. Mang fertig.
1585 begann Höbel mit der Erweiterung und dem Ausbau des Beginenhauses in Kempten.
Für die St. Gallener Patrizierfamilie Zollikofer erbaute er im Sommer 1586 in elf Wochen Bauzeit das Schloss Altenklingen und 1587 das Schlössli am Spisertor.
Ab 1593 errichtete er das Schlößle an der Fischerstraße für den damaligen Bürgermeister Ulrich Dorn.
Nicht mehr erhalten ist der Neubau der Burg Falkensberg durch Höbel 1593, die schon im Dreißigjährigen Krieg wieder zerstört wurde.
Im Jahr 1596 baute er das abgebrannte Schloss Sonnenberg ebenfalls für die Familie Zollikofer in neuem Stil wieder auf.
Auch die Stadtbefestigungen von Kempten ertüchtige er, so legte Höbel unter anderem einen Entwurf für den Ausbau des Rieggerturms vor.